# Neunkirchen (distrito da Áustria)
Neunkirchen é um distrito da Áustria no estado da Baixa Áustria.

## Municípios
Neunkirchen é dividido em 44 municípios. Lista de municípios e respectivos bairros, vilas e outras subdivisões:
- Altendorf

Altendorf, Loitzmannsdorf, Schönstadl, Syhrn, Tachenberg
- Aspang-Markt
- Aspangberg-St. Peter

Großes Amt, Kleines Amt, Neustift am Alpenwald, Neuwald
- Breitenau
- Breitenstein
- Buchbach
- Bürg-Vöstenhof

Bürg, Vöstenhof
- Edlitz
- Enzenreith

Enzenreith, Hart, Hilzmannsdorf, Köttlach, Thürmannsdorf, Wörth
- Feistritz am Wechsel

Feistritz am Wechsel, Grottendorf, Hasleiten, Hollabrunn
- Gloggnitz

Abfaltersbach, Aue, Berglach, Eichberg, Gloggnitz (com Furth e Gföhl), Graben, Heufeld, Saloder, Stuppach, Weißenbach
- Grafenbach-St. Valentin

Göttschach, Grafenbach, Ober-Danegg, Penk, St. Valentin-Landschach
- Grimmenstein

Grimmenstein, Hochegg
- Grünbach am Schneeberg

Grünbach am Schneeberg, Neusiedl am Walde
- Höflein an der Hohen Wand

Oberhöflein, Unterhöflein, Zweiersdorf
- Kirchberg am Wechsel

Alpeltal, Kirchberg (com Au, Markt, Molz, Rammergraben, Sachsenbrunn, Sellhof, Stein, Tratten, Weyer, Wieden Wiese), Kranichberg (com Baumtal, Eselberg, Friederdorf, Kiengraben, Oberer Kirchbgraben, Kreith, Kreithberg, Pucha, Pyhra, Rams), Lehen (Ortsteile Nebelsbach, Steinbach), Molzegg (com Kampsteiner Schwaig, Kreuzbauern, Molz, Steyersberger Schwaig), Ofenbach (com Eigenberg, Wieden)
- Mönichkirchen

Am Hartberg, Feldbauern, Mönichkirchner Schwaig, Pfeffergraben, Tauchen, Unterhöfen
- Natschbach-Loipersbach

Natschbach, Loipersbach (com Lindgrub)
- Neunkirchen

Neunkirchen (com Innere Stadt, Tal, Steinplatte, Mühlfeld, Au, Steinfeld, Lerchenfeld, Blätterstraßensiedlung), Mollram, Peisching
- Otterthal
- Payerbach

Geyerhof, Kreuzberg, Küb, Mühlhof, Payerbach, Pettenbach, Schmidsdorf, Schlöglmühl, Werning
- Pitten

Pitten, Sautern, Leiding-Inzenhof
- Prigglitz

Gasteil, Prigglitz, Stuppachgraben
- Puchberg am Schneeberg

Knipflitz, Losenheim, Puchberg, Rohrbachgraben, Schneebergdörfl, Sonnenleiten, Stolzenwörth
- Raach am Hochgebirge

Egg, Raach am Hochgebirge, Schlagl, Sonnleiten, Wartenstein
- Reichenau an der Rax

Edlach, Grünsting, Hirschwang, Klein- und Großau, Prein, Reichenau
- Scheiblingkirchen-Thernberg

Gleißenfeld, Reitersberg, Scheiblingkirchen, Thernberg, Witzelsberg
- Schottwien

Göstritz, Greis, Schottwien
- Schrattenbach

Greith, Gutenmann, Hornungstal, Rosental, Schrattenbach
- Schwarzau am Steinfeld

Guntrams, Schwarzau am Steinfeld
- Schwarzau im Gebirge

Gegend, Naßwald, Preintal, Vois
- Seebenstein

Schiltern, Seebenstein, Sollgraben
- Semmering
- St. Corona am Wechsel
- St. Egyden am Steinfeld

Gerasdorf am Steinfeld, Neusiedl am Steinfeld, Saubersdorf, St. Egyden am Steinfeld, Urschendorf
- Ternitz

Dunkelstein, Flatz, Mahrersdorf, Pottschach, Putzmannsdorf, Raglitz, Rohrbach am Steinfelde, St. Johann am Steinfelde, Sieding,
- Thomasberg

Königsberg, Kulma, Sauerbichl, Thomasberg
- Trattenbach
- Warth

Haßbach, Kirchau, Kulm, Petersbaumgarten, Steyersberg, Thann, Warth
- Wartmannstetten

Diepolz, Hafning, Ramplach, Straßhof (mit den Ortsteilen Straßhof, Gramatl, Weibnitz), Unter-Danegg und Wartmannstetten
- Willendorf

Dörfles, Rothengrub, Strelzhof, Willendorf
- Wimpassing im Schwarzatale
- Würflach

Hettmannsdorf, Wolfsohl, Würflach
- Zöbern

Grünhöfen, Kampichl, Maierhöfen, Pichl, Schlag, Stübegg, Zöbern